# 戈尔费伦佐
戈尔费伦佐（義大利語：Golferenzo），是意大利帕维亚省的一个市镇。总面积4.35平方公里，人口214人，人口密度49.2人/平方公里（2009年）。国家统计（ISTAT）代码为018074。